# Uczelnie w Egipcie
Lista uczelni w Egipcie zawiera wyższe szkoły państwowe i prywatne w Egipcie.

## Uczelnie państwowe
| Uczelnia                                        | Zwyczajowy skrót | Rok założenia | Strona internetowa |
| ----------------------------------------------- | ---------------- | ------------- | ------------------ |
| Uniwersytet Ajn Szams                           | ASU              | 1950          |                    |
| Uniwersytet Aleksandryjski                      | AlexU            | 1938          |                    |
| Uniwersytet w Asjucie                           | AUN              | 1957          |                    |
| Uniwersytet w Asuanie                           | ASWU             | 2012          |                    |
| Al-Azhar                                        |                  | 975           |                    |
| Uniwersytet Banha                               | BU               | 2005          |                    |
| Uniwersytet Beni-Suef                           | BSU              | 2005          |                    |
| Uniwersytet Kairski                             | CU               | 1908          |                    |
| Taha And Kaaki Institute of Technology          | TKIT             | 1996          |                    |
| Uniwersytet Damanhour                           |                  | 2010          |                    |
| Uniwersytet Damietta                            | DU               | 2012          |                    |
| Egipsko-Japoński Uniwersytet Naukowo-Techniczny | E-JUST           | 2010          |                    |
| Uniwersytet Fajumski                            |                  | 2005          |                    |
| Uniwersytet Helwan                              |                  | 1975          |                    |
| Uniwersytet Kafrelsheikh                        | KFS              | 2006          |                    |
| Uniwersytet Mansoura                            | MANS             | 1972          |                    |
| Military Technical College                      | MTC              | 1957          |                    |
| Uniwersytet Minia                               |                  | 1976          |                    |
| Uniwersytet Minufiya                            |                  | 1976          |                    |
| Egyptian Aviation Academy                       | EAA              | 1932          |                    |
| Uniwersytet w Port Said                         | PSU              | 2010          |                    |
| Sadat Academy for Management Sciences           | SAMS             | 1981          |                    |
| Uniwersytet Sohag                               |                  | 2006          |                    |
| Uniwersytet South Valley                        | SVU              | 1994          |                    |
| Suez Canal University                           | SCU              | 1976          |                    |
| Uniwersytet Tanta                               |                  | 1972          |                    |
| Uniwersytet w Sadat City                        | USC              | 2013          |                    |
| Uniwersytet Zagazig                             |                  | 1974          |                    |

## Uczelnie prywatne
| Uczelnia                                                                                    | Zwyczajowy skrót | Rok założenia | Strona internetowa |
| ------------------------------------------------------------------------------------------- | ---------------- | ------------- | ------------------ |
| Alamein University                                                                          | AU               | 2011          | www                |
| Amerykański Uniwersytet w Kairze                                                            | AUC              | 1919          | www                |
| Arab Academy for Science and Technology and Maritime Transport                              | AASTMT           | 1972          | www                |
| Arab Open University                                                                        | AOU              | 2002          | www                |
| Ahram Canadian University                                                                   | ACU              | 2005          | www                |
| MTI University                                                                              | MTI              | 2004          | www                |
| British University in Egypt                                                                 | BUE              | 2005          | www                |
| Canadian International College                                                              | CIC              | 2004          | www                |
| Delta University for Science and Technology                                                 |                  | 2007          | www                |
| Egyptian e-Learning University                                                              | EELU             | 2008          | www                |
| Egyptian Russian University                                                                 |                  | 2006          | www                |
| Cairo Private Technology Institute                                                          | CTI              | 1988          |                    |
| El Asher University                                                                         | EAU              | 2009          | www                |
| El Shorouk Academy                                                                          | SHA              | 1995          | www                |
| Akademia Przyszłości w Egipcie                                                              |                  | 1993          |                    |
| Future University in Egypt                                                                  | FUE              | 2006          | www                |
| German University in Cairo                                                                  | GUC              | 2003          | www                |
| Heliopolis University                                                                       | HU               | 2012          | www                |
| Higher Technological Institute                                                              | HTI              | 1989          | www                |
| International Academy for Engineering & Media Sciences                                      | IAEMS            | 2002          | www                |
| Misr International University                                                               | MIU              | 1996          | www                |
| Misr University for Science and Technology                                                  | MUST             | 1996          | www                |
| Modern Academy In Maadi                                                                     | MAM              | 1993          | www                |
| Modern Sciences and Arts University                                                         | MSA              | 1996          | www                |
| Nahda University                                                                            |                  | 2006          | www                |
| Nile University                                                                             | NU               | 2006          | www                |
| October 6 University                                                                        | O6U              | 1996          | www                |
| Pharos University in Alexandria                                                             | PUA              | 2006          | www                |
| Science Valley Academy                                                                      | SVA              | 2006          | www                |
| Sinai University                                                                            |                  | 2006          | www                |
| Thebes Academy                                                                              | ITA              | 1990          | www                |
| Université Senghor d'Alexandrie                                                             |                  | 1990          | www                |
| Université Française d’Égypte                                                               | UFE              | 2002          |                    |
| Cairo Higher Institute for Engineering & Computer Science & Management, In New Cairo, Cairo | CHI              | 1995          | www                |